# Poc chuc
El poc chuc (del maya yucateco, póok «tostar» y chúuk «carbón») es un platillo típico de la península de Yucatán, en México. 
Es carne de cerdo fileteada (de preferencia el lomo) y marinada en naranja agria, ajo y pimienta, la cual se asa al carbón, en una plancha o parrilla. Se sirve con una guarnición de arroz, cebollas encurtidas moradas, frijoles colados, aguacate variedad «fuerte», rábano y una salsa de tomate denominada «chiltomate».

## Historia
A pesar de ser considerado comúnmente como parte de la gastronomía maya, es un hecho que este plato no existía en Yucatán antes de la llegada de los españoles (lo que resulta obvio cuando tomamos en cuenta que la naranja agria y el cerdo son ingredientes no nativos de Yucatán) por lo que estamos ante un plato netamente mestizo, producto de la fusión de ambas gastronomías.  
En este sentido, el historiador Yucateco Gonzalo Navarrete afirma que el poc chuc fue creado a mediados del siglo XX en la ciudad de Ticul, en la cocina del Restaurante «los Almendros», por lo que resultaría ser un Plato relativamente Moderno dentro de la Gastronomía Yucateca.